# Korbin Albert
Korbin Rose Albert (Grayslake, 13 de outubro de 2003) é uma futebolista estadunidense que atua como meio-campista. Atualmente joga pela Paris Saint-Germain.

## Carreira
Albert nasceu em Grayslake, Illinois, um subúrbio de Chicago, e ganhou destaque entre o grupo de jogadores da USYNT enquanto jogava pelo Eclipse Select Soccer Club e no verão de 2019 com o clube WPSL FC Milwaukee Torrent. Durante este período, Albert representou a seleção nacional juvenil dos EUA em várias faixas etárias e também foi eleita a jogadora da temporada da liga Eclipse em sua área duas vezes (2018-19 e 2020-21).
Albert foi reclassificada e ingressou na Universidade de Notre Dame um ano antes, em 2021. Durante duas temporadas na universidade, Albert recebeu uma série de homenagens individuais por seu desempenho. Para a temporada de 2021, ela foi nomeada como parte do Best XI nacional de calouros, ao mesmo tempo em que foi nomeada terceira equipe All-Atlantic Coast Conference (ACC).
Em 31 de janeiro de 2023, Albert desistiu oficialmente de seus últimos dois anos de elegibilidade com Notre Dame para assinar com o Paris Saint-Germain em um contrato inicial de dois anos e meio. Albert marcou seu primeiro gol com seu novo clube em 20 de dezembro de 2023, em uma partida da Liga dos Campeões da UEFA contra a AS Roma. Em novembro de 2023, Albert recebeu sua primeira convocação para a seleção principal, e fez sua estreia internacional contra a China em um amistoso em 5 de dezembro de 2023. Ela ganhou sua primeira partida como titular e segunda convocação em 20 de fevereiro de 2024, contra a República Dominicana em uma partida da fase de grupos da Copa Ouro W da CONCACAF de 2024.

## Títulos
Paris Saint-Germain
- Copa da França: 2023–24

Estados Unidos
- Jogos Olímpicos: 2024 (medalha de ouro)
- Copa Ouro: 2024
- SheBelieves Cup: 2024